# Isodemis proxima
Isodemis proxima is een vlinder uit de familie van de bladrollers (Tortricidae). De wetenschappelijke naam van de soort is voor het eerst geldig gepubliceerd in 2000 door Józef Razowski.

## Type
- holotype: "male. 11.-20.V.1988. J. Rawlins, C. Young & R. Davidson. genitalia slide no. 12269"
- instituut: CM, Pittsburgh, Pennsylvania, USA
- typelocatie: "Taiwan, Kaohsiung, Shanping, 640 m"